# Stratford Canning

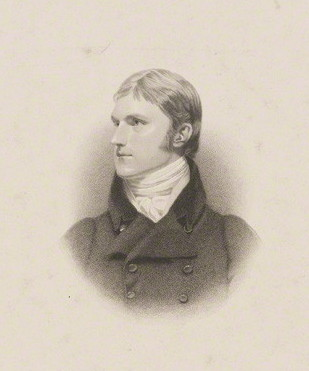
Stratford Canning w 1814, wieku 29 lat

Sir Stratford Canning, 1. wicehrabia Stratford de Redcliffe (ur. 4 listopada 1786 w Londynie, zm. 14 sierpnia 1880 w Frant) – dyplomata brytyjski. W latach 1810–1858 z krótkimi przerwami ambasador Wielkiej Brytanii w Imperium Osmańskim.